# Niederich (Grafschaft)
Niederich ist ein Ortsteil der Gemeinde Grafschaft im Landkreis Ahrweiler in Rheinland-Pfalz (Deutschland).

## Geschichte
Nach dem Ort benannte sich ein Geschlecht, aus dem um 1240 Ludwig dem Kloster Marienthal Land bei Niederich verkaufte. Im Jahr 1365 wird ein Winmar von Niederich überliefert. 
Niederich gehörte zur bis 1974 selbständigen Gemeinde Leimersdorf.  